# Thomas Wolfe

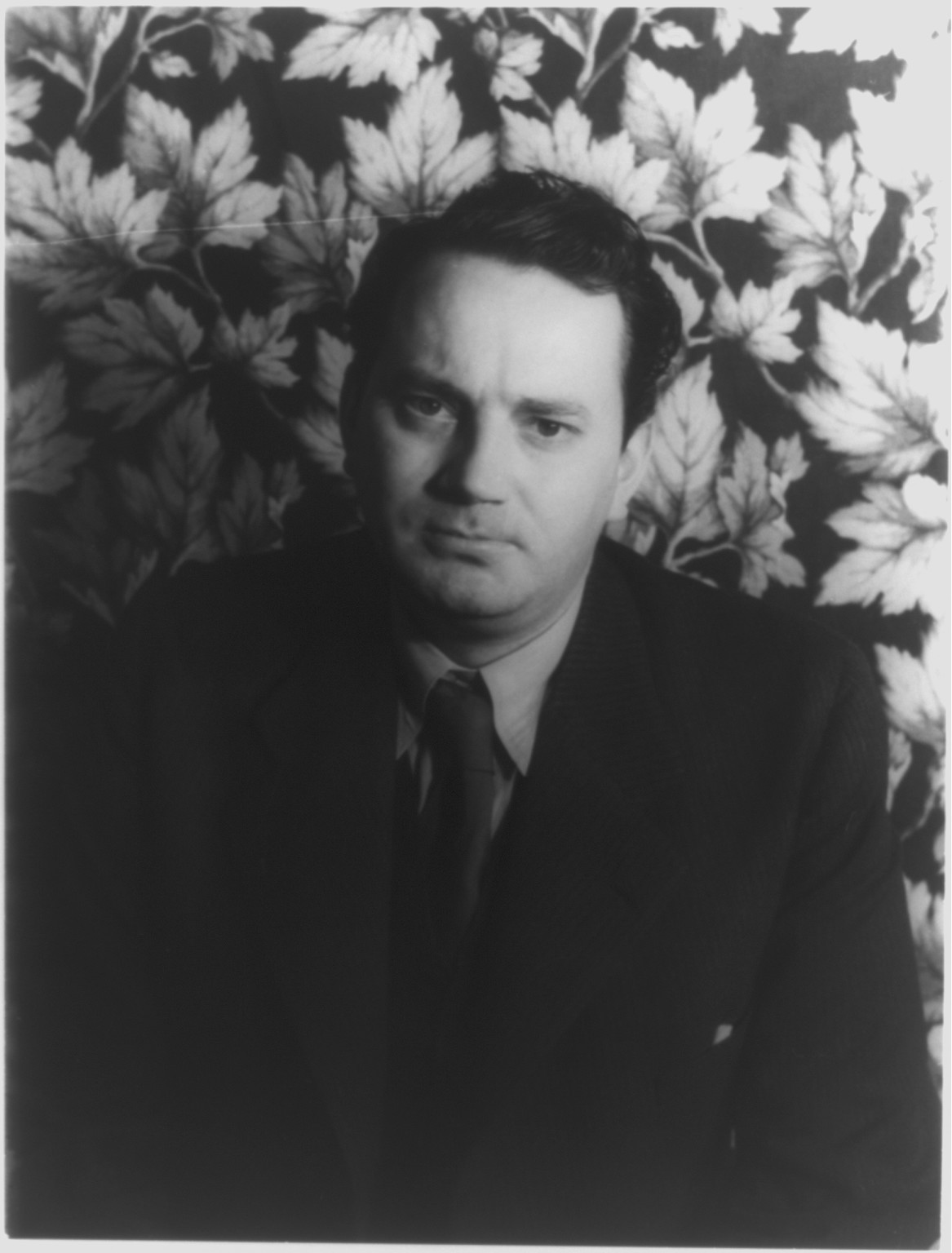
Thomas Wolfe roku 1937

Thomas Clayton Wolfe (3. října 1900 Asheville – 15. září 1938 Baltimore) byl americký spisovatel.
Napsal čtyři dlouhé romány a mnoho novel, dramatických prací a fragmentů románů. Je známý mícháním vysoké originální, poetické, rapsodické a impresionistické prózy s autobiografickým psaním. Jeho knihy napsané a publikované ve dvacátých a třicátých letech 20. století živě reflektují tehdejší americkou kulturu a společnost a jsou filtrovány přes Wolfův senzitivní, sofistikovaný a analytický úhel pohledu. Stal se velmi slavným ještě v průběhu vlastního života.
Po jeho brzké smrti jeho současník William Faulkner řekl, že Wolfe byl nejlepší spisovatel jejich generace. Wolfe měl značný vliv i na slavného beatnického spisovatele Jacka Kerouaca, autory Raye Bradburyho či Philipa Rotha. Zůstává jedním z nejdůležitějších spisovatelů moderní americké literatury, byl též jedním z prvních mistrů autobiografické fikce. Je považován za nejslavnějšího autora pocházejícího ze Severní Karolíny.

## Životopis
Thomas Wolfe se narodil v Asheville v Severní Karolíně jako nejmladší z osmi dětí otce Williama Olivera Wolfa (1851–1922) a Julie Elizabeth Westallové (1860–1945). Jen šest z dětí se dožilo dospělosti. Wolfovi bydleli na 92 Woodfin Street, kde se narodil i Tom. Jeho otec byl neúspěšný kameník, který rozjel byznys s náhrobky. Jeho matka pronajímala pokoj a pracovala s nemovitostmi. V roce 1904 otevřela ubytovnu v St. Louis „Pro Světový mír”. Zatímco rodina byla v St. Louis, dvanáctiletý Thomasův bratr Grover zemřel na tyfus. V roce 1906 Julia Wolfová koupila dům nazvaný „Old Kentucky Home” nedaleko 48 Spruce Street v Asheville. Vybudovala v něm penzion a bydlela v něm spolu s Thomasem, zatímco zbytek rodiny zůstal bydlet ve Woodfin Street. Wolfe žil ve Spruce Street, dokud neodešel na univerzitu v roce 1916 (v domě je nyní jeho památník). Wolfe si byl blízký s bratrem Benem, který ovšem zemřel rovněž brzy (jako 26letý) – tuto událost zaznamenal Thomas ve svém románu K domovu pohleď, anděli. Julia Wolfeová koupila a prodala později mnoho domů a nakonec se stala úspěšnou obchodnicí s nemovitostmi.
Wolfe začal se studiem na Severokarolínské univerzitě v Chapel Hill, když mu bylo 15 let. Byl členem Dialectical Society a studentského bratrstva Pí Kappa Fí. Jako první literární cíl si určil být dramatikem – na podzim roku 1919 se zapsal do kurzu psaní her. Jeho jednoaktovka Návrat Bucka Gavina (The Return of Buck Gavin), byla předvedena nově vytvořeným souborem Carolina Playmakers, pak i spolužáky, s Wolfem v hlavní roli. Editoval na univerzitě studentské noviny The Daily Tar Heel a vyhrál The Worth Prize for Philosophy za esej s titulem Krize v průmyslu (The Crisis in Industry). Jiná jeho hra Třetí noc (The Third Night) byla inscenována v prosinci 1919. Wolfe byl uveden do univerzitního čestného klubu Golden Fleece honor society (Ctihodný spolek zlatého rouna).
Promoval s akademickým titulem bakaláře svobodných umění v červnu 1920. V září téhož roku nastoupil na Graduate School for Arts and Sciences na Harvardově univerzitě, kde studoval psaní her pod vedením George Pierce Bakera. Dvě verze Wolfovy hry Hory (The Mountains) byly předvedeny skupinou Baker's 47 v roce 1921.
V roce 1922 Wolfe získal magisterský titul z Harvardu. Jeho otec v červnu toho roku zemřel v Asheville. Tato událost silně ovlivnila jeho tvorbu. Wolfe pokračoval ve studiu další rok se skupinou Baker's 47 Workshop, která inscenovala jeho hru s deseti akty Vítejte v našem městě (Welcome to Our City) v květnu 1923.
V listopadu 1923 se Wolfe přestěhoval do New Yorku. Usiloval o inscenaci svých her na Broadwayi. V únoru 1924 začal učit angličtinu jako suplující učitel na New York University (NYU), v čemž pokračoval následujících sedm let.

## Umělecká kariéra

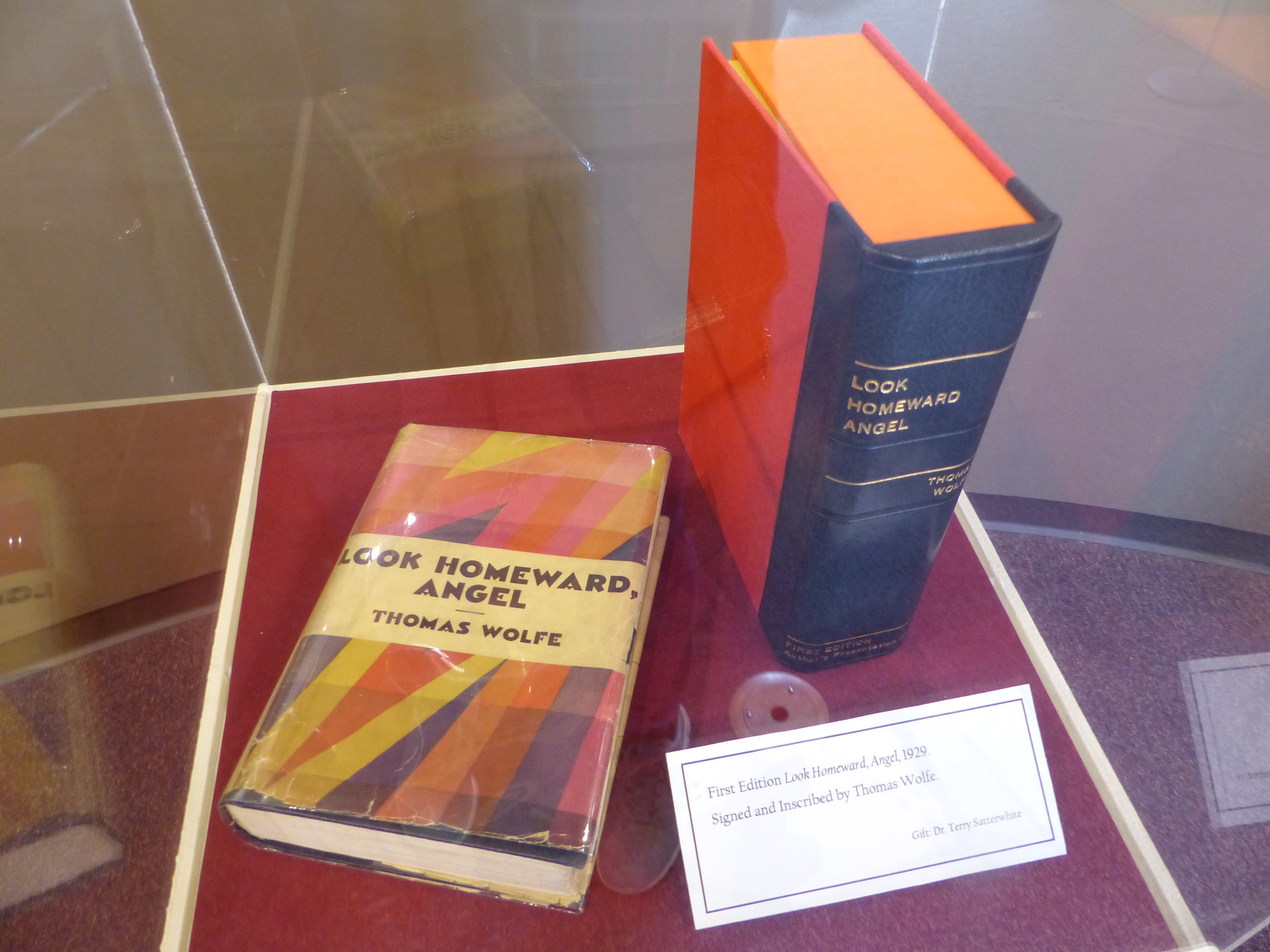
Knihy od Thomas Wolfe ve vitríně

Wolfe se od roku 1923 snažil tři roky o inscenování svých děl, avšak bez úspěchu, mj. i kvůli jejich přílišné rozsáhlosti. inhyDivadlo Theatre Guild také odmítlo jeho hru Vítejte v našem městě. Nakonec v říjnu 1924 odplul do Evropy, kde chtěl pokračovat v psaní. Z Anglie odcestoval do Francie, Itálie a Švýcarska. Na své cestě zpět potkal Aline Bernsteinovou (1882–1955), scénickou výtvarnici divadla Theatre Guild. Měla dvě děti se svým o 18 let starším manželem, burzovním makléřem. Od října 1925 žili spolu s Wolfem, vztah trval následujících pět let. Byl sice turbulentní a někdy bojovný, ale měl silný vliv na Wolfeho tvorbu. Po návratu z Evropy v létě 1926 začal Wolfe psát první verzi románu O Lost, který se vyvinul do díla s názvem K domovu pohleď, anděle! (Look Homeward, Angel). Šlo o autobiografický román, rodinnou kroniku, ve které se Wolfe vrátil ke vzpomínkám na život v Asheville, včetně osudů obyvatel matčina penzionu na Spruce Street. V knize se městečko nazývá Altamont a penzion Dixieland. Svou rodinu pojmenoval Gantovi, sebe Eugen, otce Oliver a matku Eliza.
Originální rukopis O Lost měl o sto stran (66 tisíc slov) víc a Wolfe v něm více experimentoval, než v konečné verzi K domovu pohleď, anděle!. Editace byla provedena Maxwellem Perkinsem z vydavatelství Scribner 's, nejprominentnějším knižním editorem těch dob, který také pracoval s Ernestem Hemingwayem a Francisem Scottem Fitzgeraldem. Wolfe mu vyjádřil svou vděčnost za disciplinovanou editaci. Říká se, že Wolfe v něm našel vzor postavy otce v tomto románu. Perkins byl otcem pěti dcer, Wolfe si k němu patrně vytvořil synovský vztah také. Perkins zkrátil děj a zaměřil se na charakter Eugena, jehož předobrazem byl sám Wolfe.
Román byl publikován jedenáct dní před krachem burzy v roce 1929. Byl dedikovaný Aline Bernsteinové. Brzy po vydání románu se však Wolfe vrátil do Evropy a svůj vztah s Bernsteinovou ukončil. Publikace románu způsobila v jeho rodném městě Asheville rozruch, protože se v něm dalo demaskovat více než dvě stě místních postav. I někteří členové Wolfovy rodiny byli rozrušení ze svých portrétů v románu, ale jeho sestra Mabel mu napsala, že si je jistá, že měl nejlepší úmysly. Wolfe se pak Ashevillu raději vyhýbal osm let.
K domovu pohleď, anděle! se stal bestesellerem krom USA také ve Spojeném království a Německu.
Po více než čtyřech letech (Wolfe v té době žil v Brooklynu) vydalo nakladatelství Scribner’s jeho druhý román The October Fair. Byl to vícedílný rozsáhlý epický příběh. Po zvážení obchodních možností, Perkins podmínil vydání jeho extrémním zkrácením a vytvořením jednoduchého bestsellerového rozsahu, který byl nakonec nazván Of Time and The River (O času a řece). Román byl skutečně komerčně úspěšný, ještě více než K domovu pohleď, anděle! Postava Esther Jackové byla založena na osobě Aline Bernsteinové.
Od roku 1934 zastupoval Wolfovy zájmy literární agent Maxim Lieber. Na jeho radu Wolfe opustil vydavatelství Scribner's a upsal se vydavatelství Harper and Row. Jedním z důvodů odchodu bylo též připisování úspěchu jeho románů Perkinsovi a jeho editaci, což Wolfe těžce nesl.
Wolfe strávil ve 30. letech hodně času v Evropě, zvláště v Německu, kde měl mnoho přátel. Nicméně v roce 1936 byl svědkem incidentu diskriminace židovské menšiny, co ho rozrušilo a změnil na Německo svůj názor. Vrátil se do Ameriky a vydal povídku popisující zmíněný incident pod názvem I Have to Tell You v periodiku The New Republic. Kvůli jejímu publikování byly Wolfovy knihy německou vládou zakázány, stejně tak byl Wolfovi zakázán pobyt v zemi.
V roce 1937 poprvé od vydání svého prvního románu navštívil rodné Asheville.

## Poslední etapa
V roce 1938 odevzdal velký objem rukopisného materiálu, více než jeden milion slov, svému editorovi Edwardovi Aswellovi, načež opustil New York a odešel na západ. Po cestě se zastavil na Purdue University, kde dával hodiny tvůrčího psaní. Pak strávil dva týdny cestováním po 11 amerických národních parcích na západě. Wolfe psal Aswellovi, že se dosud ve své tvorbě příliš soustředil na svou rodinu, a že teď by chtěl získat širší perspektivu. V červenci však onemocněl na zápal plic, když byl právě na návštěvě u bratra Freda v Seattlu. Strávil tam tři týdny v nemocnici. Jeho sestra Mabel zavřela svůj penzion ve Washingtonu a odjela do Seattlu, aby se o něj starala. Nastaly však další komplikace a byla mu diagnostikována tuberkulóza mozku.
Dne 6. září ho poslali do Baltimore do Johns Hopkins Hospital k nejslavnějšímu neurologovi v zemi Dr. Walteru Dandymu. Operace odhalila, že choroba napadla již celou pravou stranu mozku. Aniž znovu získal po operaci vědomí, zemřel 18 dní před svými 38. narozeninami. Jeho poslední dílo, cestovní deník z dvoutýdenního výletu po přírodních rezervacích, bylo nalezeno v jeho věcech krátce po skonu.
Ve svých posledních dnech Wolfe napsal dopis Perkinsovi, ve kterém ho požádal o to, aby editorem jeho dosud nepublikovaných děl byl znovu on.
Thomas Wolfe je pohřben v Riverside Cemetery v Asheville, vedle svých rodičů.

## Dílo a jeho kritické přijetí
Během svého života Wolfe viděl publikovanou jen polovinu svých prací. Byl první americký autor, který zanechal po sobě svá dvě kompletní nepublikovaná díla. Tyto dva romány The Web and The Rock a You Can't Go Home Again byly zveřejněny posmrtně Perkinsem. Harper and Row navíc vydal původní román October Fair, v úpravě Edwarda Aswela. O Lost, originál Look Homeward, Angel, byl rekonstruován Francisem Scottem Fitzgeraldem a M. Bruccolim a publikován v roce 2000 při příležitosti stého výročí narození autora. Bruccoli řekl, že Perkins byl talentovaný editor a publikování kompletního románu neznačí nic jiného než restaurování díla podle literárního kánonu. Prapůvodní rukopis The October Fair se ztratil, proto nemohl být rekonstruován a čtenáři tak původní podobu před zásahy editorů nikdy nepoznali.

### Kritické přijetí
Po zveřejnění románu K domovu pohleď, anděle! ho většina recenzentů chválila, včetně Johna Chamberlaina, Carla Van Dorena a Stringfellow Barra. Margaret Wallaceová napsala v The New York Times Book Review, že Wolfe vytvořil tak zajímavý a silný příběh o nudném provinčním místě, jaký nebyl dosud vytvořen. Scribner's magazine srovnával Wolfeho s Waltem Whitmanem, což později činili i jiní literární badatelé.
Když byl publikován tento román v Spojeném království v červenci 1930, měl podobně příznivé kritiky. Richard Aldington napsal, že "román je výtvorem velké vitality, je akční a prostoupený láskou k životu."
Sinclair Lewis ve své řeči při přijetí Nobelovy ceny v roce 1930 Wolfeho zmínil a prohlásil, že „měl šanci stát se největším americkým spisovatelem ... Skutečně nevím, proč se nestal jedním z největších na světě.”
Po vydání druhého románu "Of Time and the River" (O času a řece), někteří kritici již nacházeli nedostatky. Clifton Fadiman napsal v The New Yorkeru, že si není jistý, co bylo knihou myšleno, a že celá desetiletí nebyla v americké literatuře tak upovídaná kniha. Malcolm Cowley z The New Republic  mínil, že kniha by mohla být dvakrát tak dobrá, pokud by byla o polovinu kratší. Nicméně označil Wolfeho za jediného současného spisovatele, který mohl být zmiňovaný jedním dechem s Dickensem a Dostojevským. Robert Penn Warren mínil, že jsou v díle některé brilantní fragmenty.

### Vliv díla
Wolfeho bratr Fred založil nadaci Old Kentucky Home, která se měla zasadit o zřízení Wolfeho památníku. Ten byl otevřen pro návštěvníky roku 1950. Od roku 1976 je ve vlastnictví státu Severní Karolína a je i Národní historickou památkou. V roce 1998 bylo zničeno 200 exponátů a jídelna během uličního festivalu Bele Chere, pachatelé jsou neznámí. Restaurování přišlo na 2,4 milionu. V roce 2003 byl dům opět otevřen pro návštěvy.
Návrat anděla od Sandry Masonové je divadelní hra vysvětlující reakce Wolfovy rodiny a občanů města Asheville na zveřejnění jeho románu Look Homeward, Angel. Každý rok je hrána v den Wolfeho narození v jeho Památníku.
Asociace The Western North Carolina Historical Association založila Literární cenu Thomase Wolfa, kterou uděluje každoročně od roku 1955.
Poštovní úřad Spojených států ocenil Wolfeho poštovní známkou ke stému výročí jeho narození v roce 2000.

### Korespondence
- Beyond Love and Loyalty: The Letters of Thomas Wolfe and Elizabeth Nowell (1983)
- My Other Loneliness: Letters of Thomas Wolfe and Aline Bernstein (1983)
- To Loot My Life Clean: The Thomas Wolfe-Maxwell Perkins Correspondence (2000)
- The Letters of Thomas Wolfe (1956)